# Província de Nova Jérsei Ocidental
```
   |-
       |
Erro:
:  
valor não especificado para "
nome_comum
"
```

A Província de Nova Jérsei Ocidental (Province of West Jersey), juntamente com a Província de Nova Jérsei Oriental, entre 1674 e 1702, de acordo com a "ação quinquipartite", eram duas divisões políticas distintas da Província de Nova Jérsei, que, por sua vez, veio a se tornar o Estado americano de Nova Jérsei. 
As duas províncias foram reunificadas em 1702. A capital de West Jersey estava localizada em Burlington. A determinação de uma fronteira exata e definitiva entre Nova Jérsei Ocidental e Nova Jérsei Oriental  foi motivo de disputa enquanto durou a separação entre elas.

## Histórico
O vale do Delaware havia sido habitado pelos índios Lenape (ou Delaware) antes da exploração e colonização europeia a partir de 1609, realizada pelos holandeses, suecos e ingleses. A Companhia Holandesa das Índias Ocidentais havia estabelecido um ou dois assentamentos no rio Delaware, mas no final da década de 1620, havia transferido a maioria de seus habitantes para a ilha de Manhattan. Este se tornou o centro da Nova Holanda.
O desenvolvimento da colônia da Nova Suécia, no baixo vale do Delaware, começou em 1638. A maioria da população sueca estava no lado Oeste do Delaware. Depois que os ingleses restabeleceram o Fort Nassau da Nova Holanda para desafiar os suecos, que haviam construído o Fort Nya Elfsborg no atual Condado de Salem. O Fort Nya Elfsborg estava situado entre as atuais cidades de Salem e Alloway Creek. A colônia da Nova Suécia estabeleceu dois assentamentos principais em Nova Jérsei: Sveaborg, atual Swedesboro, e Nya Stockholm, atual Bridgeport. A "Trinity Church", localizada em Swedesboro, representava a Igreja da Suécia na área.
Os holandeses derrotaram a Nova Suécia em 1655. A colonização da região de West Jersey pelos europeus foi reduzida até a conquista inglesa em 1664. A partir do final da década de 1670, os Quakers se estabeleceram em grande número nessa área, primeiro no atual Condado de Salem e depois em Burlington. Este último tornou-se a capital de West Jersey.
Antes de 1674, os agrimensores de Nova Jérsei consideravam toda a sua extensão como um "Hundred" (centena) e a dividiam em "Tenths" (décimos). West Jersey compreendia cinco dos décimos. Mas a demarcação dos limites aguardava o assentamento definitivo, as taxas que os colonos pagariam e o levantamento de terras que o dinheiro pagaria. Assim, foram necessários anos e várias pesquisas para resolver disputas de fronteiras. O Condado de Burlington foi formado em 17 de maio de 1694, combinando "o primeiro e o segundo décimos". Pelo menos três pesquisas caras foram realizadas em West Jersey. Richard Tindall foi o agrimensor geral da Colônia de Fenwick, o quinto décimo.
Disputas frequentes entre os moradores e os proprietários, em sua maioria ausentes, sobre propriedade e taxações da terra atormentavam a província até sua rendição ao governo da rainha Anne em 1702.